# Antoni Wiszowaty
Antoni Wiszowaty ps. „Korzeń” (ur. 20 grudnia 1897 roku w Wiszowatem, zm. 23 lutego 1946 roku) – żołnierz Armii Krajowej, a następnie kapitan WiN.

## Życiorys
Wywodził się z rodziny szlacheckiej Wiszowatych herbu Roch (Pierzchała). Urodzony w rodzinnym zaścianku. Syn Pawła i Julii z Trzasków. Ożenił się z Julią z Pisanków.

Herb Pierzchała

Pod koniec I wojny światowej brał udział w potyczkach z wycofującymi się Niemcami rabującymi majątki polskie na Podlasiu. W jednej z nich odniósł ciężkie rany. Brał udział w wojnie polsko-bolszewickiej. 
W okresie II wojny światowej należał do organizacji "Polska Niepodległa" na terenie woj. białostockiego. W 1944 r. przeszedł do Armii Krajowej, gdzie pełnił funkcję komendanta rejonu na terenie powiatu białostockiego. Brał udział w organizowaniu centrali AK w Warszawie. 
W 1939 r. kapral rezerwy. Dnia 24 sierpnia 1945 r. awansowany na stopień plutonowego rezerwy. Był kilkakrotnie odznaczany, m.in. Krzyżem Zasługi z Mieczami (przez Komendanta AK Okręg Białystok). 
W 1945 roku otrzymał misję zorganizowania porwania wicepremiera Tymczasowego Rządu Jedności Narodowej Władysława Gomułki w celu jego wymiany na więzionych żołnierzy podziemia lub likwidacji. W tym celu zorganizował przy pomocy st. sierż. Aleksandra Obuchowskiego grupę spiskowców w Pułku Ochrony Rządu. Spisek został wykryty i rozbity. 24 listopada 1945 roku Wiszowaty został zatrzymany. W śledztwie nikogo nie wydał, utrzymując, że akcja była jego pomysłem. Wyrokiem Sądu Wojskowego Korpusu Bezpieczeństwa Wewnętrznego w Warszawie z dnia 15 stycznia 1946 roku obaj przywódcy spisku zostali skazani na karę śmierci. Wyrok wykonano 23 lutego 1946 roku przez rozstrzelanie. Ciała Wiszowatego nigdy nie odnaleziono. Z relacji ochroniarza Bolesława Bieruta, Faustyna Grzybowskiego wynika, że ciało zostało rozpuszczone w sodzie kaustycznej i wraz z nią wylane do Wisły.
Pośmiertnie awansowany do rangi majora. Wyrok skazujący został unieważniony przez Sąd Okręgowy w Białymstoku 16 lipca 2010 roku na wniosek wnuka skazanego.
Dnia 30 marca 2015 r. Rady Miasta Białystok podjęła jednogłośnie decyzję o nadaniu rondu położonemu w Białymstoku w granicach osiedli Nr 26 – Bacieczki oraz Nr 27 – Zawady, imienia majora Antoniego Wiszowatego.